# Blue Ghost
 Firefly Aerospace Blue Ghost, of kortweg Blue Ghost, is een type maanlander ontwikkeld door Firefly Aerospace om lichte payloads op de Maan af te leveren. De lancering van de eerste Blue Ghost-missie vond plaats in januari 2025, met een geslaagde landing op 2 maart 2025 in Mare Crisium.

## Missies

### Blue Ghost M1
Op 4 februari 2021 tekende NASA een contract met Firefly om voor 93,3 miljoen dollar tien wetenschappelijke onderzoeks- en technologische demonstratiemodules op de maan af te leveren in 2023. Dit in het kader van het Commercial Lunar Payload Services-initiatief, waarbij NASA zich van de diensten van een aantal commerciële partners verzekert om wetenschappelijke en technologische payloads snel op de maan te krijgen in het kader van het Artemisprogramma. Op 26 augustus 2024 meldde Firefly dat de afgewerkte M1-lander afgeleverd werd bij het Jet Propulsion Laboratory voor pre-flight testen.
De nuttige lading bestaat uit:
- Lunar Instrumentation for Subsurface Thermal Exploration with Rapidity (LISTER) - Honeybee Robotics (Blue Origin)
- Lunar PlanetVac (LPV) - Honeybee Robotics (Blue Origin)
- Next Generation Lunar Retroreflector (NGLR) - University of Maryland
- Regolith Adherence Characterization (RAC) - Aegis Aerospace
- Radiation Tolerant Computer (RadPC) - Montana State University
- Electrodynamic Dust Shield (EDS) - NASA Kennedy Space Center
- Lunar Environment heliospheric X-ray Imager (LEXI) - Boston University; NASA Goddard Space Flight Center; Johns Hopkins University
- Lunar Magnetotelluric Sounder (LMS) - Southwest Research Institute
- Lunar GNSS Receiver Experiment (LuGRE) - Italian Space Agency (ASI); NASA Goddard Space Flight Center
- Stereo CAmera for Lunar Plume-Surface Studies (SCALPSS) - NASA Langley Research Center

De lancering vond plaats op 15 januari 2025, 6:11 UTC,  vanaf Kennedy Space Center Lanceercomplex 39A met een Falcon 9 van SpaceX, die ook de Hakuto-R Mission 2 van ispace aan boord had. Op 13 februari 2025 werd Blue Ghost 1 volgens plan in een baan rond de maan geplaatst. Missie M1 had als voorziene landingsplaats Mare Crisium, in de buurt van Mons Latreille, 18.56 N, 61.81 O. Op 2 maart 2025 om 8:34 u UTC werd de maanlanding succesvol uitgevoerd op Mare Crisium, een gebied gelegen in het noordoostelijke deel van de maan. Ongeveer een half uur later arriveerden Blue Ghosts eerste foto's van de omgeving in het controlecentrum in Texas.

### Blue Ghost M2
De lancering van de tweede Blue Ghostlander staat gepland voor 2026 met als doel te landen op de achterzijde van de maan en minstens 10 dagen lang gegevens door te sturen via een Elytra Dark-communicatiesatelliet die met dezelfde vlucht in een baan rond de maan zal worden gebracht.